# Mustajõgi
Mustajõgi är ett vattendrag i landskapet Ida-Virumaa i nordöstra Estland. Mustajõgi är ett västligt vänsterbiflöde till Narva och är 32 km lång. Källan är sjön Peen-Kirjakjärv i Alutaguse kommun och Mustajõgi avvattnar även de närliggande sjöarna Jaala järv och Kirjakjärv. Den mynnar i floden Narva strax innan i Narvareservoaren och i stadskommunen Narva-Jõesuu.